# São Paulo (stát)
São Paulo je nejlidnatější a hospodářsky nejdůležitější brazilský spolkový stát. Jeho hlavní město se též jmenuje São Paulo. Spolkový stát São Paulo je součástí Jihovýchodního regionu, hraničí s brazilskými státy Mato Grosso do Sul, Minas Gerais, Rio de Janeiro a Paraná a leží na pobřeží Atlantského oceánu.
Rozloha spolkového státu São Paulo činí 248 808 km², což činí 3 % rozlohy Brazílie. V roce 2017 měl stát São Paulo přes 45 miliónů obyvatel, což činí kolem 22 % populace Brazílie. Hustota zalidnění je 181,7 obyvatel/km².
Hlavní město státu má São Paulo přibližně 10 miliónů obyvatel. V metropolitní oblasti města jsou další města s více než miliónem obyvatel jako např. Guarulhos, São Bernardo do Campo a Campinas a žije v ní 19 miliónů obyvatel. Ve státě sídlí nejprestižnější latinskoamerická vysoká škola Univerzita São Paulo.
35 až 40 % průmyslové produkce Brazílie pochází ze São Paula. Je zde automobilový průmysl, textilní průmysl, strojírenství, chemický a potravinářský průmysl atd. Metropole státu São Paulo je finanční a obchodní centrum Brazílie. Stát spotřebovává třetinu elektrické energie vyrobené v Brazílii. V spolkovém státě São Paulo na pobřeží Atlantského oceánu je nejdůležitější brazilský zámořský přístav Santos.

## Města
Největší města spolkového státu São Paulo, počet obyvatel k 1. červenci 2004:
- São Paulo – 10 838 581
- Guarulhos – 1 218 862
- Campinas – 1 031 887
- São Bernardo do Campo – 773 099
- Osasco – 695 879
- Santo André – 665 923
- São José dos Campos – 589 050
- Sorocaba – 552 194
- Ribeirão Preto – 542 912
- Santos – 418 255
- Mauá – 398 482
- São José do Rio Preto – 398 079
- Diadema – 383 629
- Carapicuíba – 375 859
- Moji das Cruzes – 359 519
- Piracicaba – 355 039
- Bauru – 344 258
- Jundiaí – 340 907
- Itaquaquecetuba – 328 345
- São Vicente – 321 474
- Franca – 315 770
- Guarujá – 292 828
- Limeira – 270 223
- Suzano – 264 528
- Taubaté – 263 251
- Barueri – 248 034
- Embu – 234 174
- Praia Grande – 229 542
- Sumaré – 225 307
- Taboão da Serra – 216 914
- Marília – 215 911
- São Carlos – 210 841
- Jacareí – 205 360
- Presidente Prudente – 201 347
- Americana – 197 345
- Araraquara – 194 401
- Itapevi – 190 373
- Hortolandia – 186 726
- Rio Claro – 183 597
- Santa Bárbara d'Oeste – 182 808
- Araçatuba – 177 823
- Indaiatuba – 170 703
- Cotia – 170 296
- Ferraz de Vasconcelos – 166 086
- Francisco Morato – 159 316
- Itapecerica da Serra – 152 283